# Biton fuscus
Biton fuscus är en spindeldjursart som först beskrevs av Kraepelin 1899.  Biton fuscus ingår i släktet Biton och familjen Daesiidae. Inga underarter finns listade.